# Janne Lundblad
Janne Lundblad (Linköping, 11 d'abril de 1877 – Estocolm, 24 de novembre de 1940) va ser un oficial de l'exèrcit i genet suec que va competir a començaments del segle xx.
El 1920 va prendre part en els Jocs Olímpics d'Anvers, on va guanyar la medalla d'or en la prova de doma clàssica del programa d'hípica, amb el cavall Uno. Vuit anys més tard, als Jocs d'Amsterdam, guanyà la medalla de plata en la prova de doma clàssica per equips, amb el cavall  Blackmar, alhora que fou quart en la prova de doma clàssica individual.